# جيف برادستريت
جيف برادستريت (بالإنجليزية: Jeff Bradstreet)‏ هو طبيب أمريكي، ولد في 6 يوليو 1954، وتوفي في 19 يونيو 2015 في مقاطعة روذرفورد في الولايات المتحدة.